# Pilot Mountain, British Columbia
Pilot Mountain är ett berg i Kanada.   Det ligger i provinsen British Columbia, i den centrala delen av landet, 3 500 km väster om huvudstaden Ottawa. Toppen på Pilot Mountain är 995 meter över havet.
Terrängen runt Pilot Mountain är huvudsakligen platt, men söderut är den kuperad. Pilot Mountain är den högsta punkten i trakten. Närmaste större samhälle är Prince George, 17,2 km sydost om Pilot Mountain. 
I omgivningarna runt Pilot Mountain växer i huvudsak barrskog. Runt Pilot Mountain är det ganska tätbefolkat, med 222 invånare per kvadratkilometer.